# African Groundnut Council
Der African Groundnut Council (AGC) ist eine Zwischenstaatliche Organisation zur Förderung von Erdnüssen aus den Ländern Gambia, Mali, Niger, Senegal, Sudan und Nigeria.

## Geschichte
Die AGC wurde im Juni 1964 gegründet und hatte ihren Sitz von der Gründung bis 2005 in Lagos (Nigeria), aufgrund der Lobbyarbeit der Groundnut Farmers Association of Nigeria übersiedelte sie 2005 nach Kano um. Der erste Geschäftsführer der Organisation war Jacques Diouf.
Die Gründung der AGC sollte die wirtschaftliche Zusammenarbeit fördern und gemeinsame Probleme wie die Preisgestaltung für Waren unter afrikanischen Herstellern erörtern. Sie fungiert auch für ihre Mitglieder als gemeinsame Stelle für Marketing, Forschung und Werbung. Die Regierungen der Erzeugerländer erhielten zur Zeit ihrer Unabhängigkeit einen erheblichen Prozentsatz des Nationaleinkommens und der Deviseneinnahmen aus dem Export von Erdnüssen. Die AGC wurde ins Leben gerufen, um eine kooperative Aktion zur Stabilisierung der Preise und zur Förderung des Produzenteninteresses an den internationalen Rohstoffmärkten einzuleiten.
Der AGC hatte in den 1970er Jahren eine Repräsentanz in Brüssel.